# Porte Galliera

La Porte Galliera (en italien : Porta Galliera) est une des portes de la troisième enceinte de la ville de Bologne (on l’appelle également la circla), laquelle correspond aux actuels boulevards périphériques.

## Historique
La Porte Galliera se dresse à l'extrémité nord du centre historique de Bologne, à la fin de l'actuelle via dell'Indipendenza, à proximité de la gare centrale, sur l'ancienne route qui menait à Galliera (et à son avant-poste défensif vers la Via ferrarese). Elle a été construite pour la première fois aux alentours de 1200. En 1494, avec le passage du Bucentaure de Giovanni II Bentivoglio, ont été inaugurés le canal et le nouveau port à l'intérieur de la Porta.
Un peu plus à l’est de la Porta, face aux escaliers du Pincio de la Montagnola, le cardinal Bertrand du Pouget fit en 1330 construire le château de Galliera, destiné à accueillir le pape Jean XXII, mais l’édifice fut démoli en 1334 par la population bolonaise qui s'était révoltée contre l'État pontifical. Quatre fois au cours des siècles la forteresse fut reconstruite par les autorités ecclésiastiques et autant de fois se vit détruite par les citoyens. Ne subsistent aujourd'hui que des ruines dégagées à la suite de fouilles.
Le premier édifice de la Porta fut érigé au XIIIe siècle, quand fut élevée la première enceinte, conçue cependant comme une palissade en bois. La construction en pierre fut édifiée dans les mêmes années que le château et, de la même manière que la forteresse papale, la porte elle aussi subit le même sort : abattue et réédifiée à plusieurs reprises, elle fut reconstruite dans sa configuration actuelle entre 1660 le 1663. Dans le cadre des travaux de restauration, exécutés entre 2007 et 2009, la Porte Galliera a retrouvé son ancienne splendeur.
Neuf des douze portes originales subsistent des anciens remparts (Cerchia del Mille) de Bologne. Parmi elles, la Porta Maggiore (ou Mazzini), la Porta Castiglione, la Porte San Felice, la Porta delle Lame, la Porta Galliera, la Porta Mascarella, la Porta San Donato, la Porte Saragozza et la Porta San Vitale.